# Setge de Tiberíades
El Setge de Tiberíades va tenir lloc el 1187 entre les forces de la dinastia Aiúbida, que assetjaven la ciutadella de Tiberíades i els croats del Regne de Jerusalem, que la defensaven.

## Localització
La carretera de Darb al Hawarnah, construïda pels romans, servia de via de comunicació principal entre el passos del Jordà, Llac de Tiberíades i el Mar Mediterrani, a Sant Joan d'Acre.

## Antecedents
Guiu de Lusignan va esdevenir rei de Jerusalem el 1186 pel dret al tron de la seva esposa Sibil·la després de la mort del seu germà Balduí IV de Jerusalem. El Regne de Jerusalem estava políticament dividit en dues faccions: la facció de la cort, amb el mateix Guiu, Sibil·la i d'altres parents i aventurers nouvinguts al regne, com Reinald de Chatillon, així com Gerard de Ridefort, Gran Mestre dels Cavallers Templers i la facció dels nobles liderada per Ramon III de Trípoli, el qual havia esdevingut regent durant la infància de Balduí IV i s'havia oposat a la successió de Guiu al Tron de Jerusalem. Contrariat pel resultat, Ramon, en comptes de seguir les passes d'altres barons i cavallers dels regnes cristians, que van afanyar-se a acudir a Jerusalem a prestar obediència al nou rei, va remuntar la Vall del Jordà en direcció a Tiberíades. La situació entre Guiu i Ramon esdevingué tan tensa que gairebé va derivar en guerra oberta entre tots dos, de tal manera que Guiu va pretendre assetjar Tiberíades, una fortalesa que pertanyia a Ramon i que estava comandada per la seva esposa Eschiva de Bures. Finalment, la guerra es va evitar en última instància gràcies a la mediació del partidari de Ramon, Balian d'Ibelin.
Entretant, els estats musulmans que rodejaven els Estats croats s'havien ajuntat sota un mateix govern, gràcies a Saladí. Saladí havia estat nomenat visir d'Egipte el 1169 i ben aviat va governar aquest territori com a soldà. En 1174 va imposar el seu govern a Damasc, tot estenent la seva autoritat a Alep l'any 1176 i a Mossul, cap al 1183. Per bé que els croats liderats per Balduí IV havien derrotat Saladí a la batalla de Montgisard l'any 1177, l'escenari del 1180 esdevingué una difícil treva per a tots dos bàndols, la qual va ser trencada per les incursions de Reinald de Chatillon sobre les caravanes dels musulmans que viatjaven a través de la Transjordània. Per si no n'hi hagués prou, Reinald va també va amenaçar d'atacar la ciutat de la Meca, a la Península Aràbiga.
Quan Guiu va ser coronat rei, Ramon va acordar una treva per separat amb Saladí i l'any 1187 va permetre el sultà enviar un exèrcit al nord del Regne de Jerusalem. Al mateix temps, una ambaixada que marxava de Jerusalem a Trípoli per tal de negociar un tractat entre Ramon i Guiu va ser atacada i vençuda en la batalla de Cresson, l'1 de maig de 1187 per una petita força musulmana sota el comandament d'Al-Afdal. Ramon, vençut pels remordiments va afanyar-se a reconciliar-se amb Guiu, el qual va convocar totes les forces de l'exèrcit del regne i es va disposar a marxar cap al nord a trobar-se amb Saladí.

## Setge de Tiberíades
Saladí, disposat a enganyar Guiu de Lusignan tot fent-lo desplaçar-se lluny de les fonts de Seforis va encapçalar personalment el setge de la fortalesa de Ramon III de Trípoli a Tiberíades el 2 de juliol mentre el gruix de l'exèrcit musulmà romania a Kafr Sabt. La guarnició de Tiberíades va tractar de pagar Saladí perquè aixequés el setge, però va rebutjar-ho argumentant que quan la gent s'adona que tenen un oponent al qual no és possible de comprar amb diners, esdevenen temerosos de perdre-ho tot a conseqüència de la guerra i a llavors, en comptes de diners, t'ofereixen terra. Però el servent només els ofereix, a canvi, l'espasa... Aquell mateix dia la fortalesa va caure.
Una torre va ser minada i així que hi va caure les tropes de Saladí van entrar tumultuosament a través de l'esquerda matant tots els resistents i prenent presoners. Esquiva, la muller de Ramon va resistir assetjada a la ciutadella.
Guiu de Lusignan i Ramon III de Trípoli es van trobar a Sant Joan d'Acre amb el gruix de l'exèrcit croat compost d'uns 1.200 cavallers, un nombre més gran encara d'efectius de cavalleria lleugera, probablement 10.000 soldats d'infanteria reforçats per arquers de la flota mercantil italiana i un gran nombre de mercenaris (incloent-hi turcòplotes, arquers mercenaris turcs a cavall) manllevats gràcies a la col·laboració econòmica del rei Enric II d'Anglaterra. També hi acompanyava l'exèrcit croat la relíquia de la Vera Creu transportada pel Bisbe d'Acre, el qual marxava en comptes del Bisbe de Jerusalem, el Patriarca Heracli, que estava malalt. Quan Saladí començava a minar l'estructura de la ciutadella va rebre la notícia que Guiu estava desplaçant l'exèrcit franc cap a l'est. Els croats havien empassat l'esquer.
La decisió de Guiu de deixar la seguretat de les seves defenses s'esdevingué a conseqüència del consell de guerra celebrat pels croats la nit del 2 de juliol. D'acord amb informacions relatives al que s'havia tractat a la reunió va haver-hi dos posicionaments contraris alimentats per enemistats personals irreconciliables entre els francs. Sembla que Ramon va argumentar que una marxa d'Acre cap a Tiberíades era exactament el que Saladí volia mentre que Seforis constituïa una forta posició defensiva per als croats. A més, Guiu no havia de preocupar-se per Tiberíades, la qual tot i ser una possessió personal de Ramon, ell tenia la ferma voluntat de sacrificar-la a canvi de la seguretat del Regne de Jerusalem. En resposta a aquest argument i a desgrat de la reconciliació Ramon va ser acusat de covardia per Gerard de Ridefort, desitjós d'espolsar-se la derrota a la batalla de Cresson i per Rainald, els quals van influir Guiu decisivament per tal d'atacar-hi immediatament.
Així, Guiu va ordenar l'exèrcit marxar contra Saladí a Tiberíades, exactament el que aquest havia calculat, que resultaria més definitiu derrotar els croats en una sola batalla a camp obert que no assetjant les seves fortificacions, i així va ser a la batalla de Hattin el 4 de juliol. El 5 de juliol, després de la batalla, Saladí va recórrer els deu quilòmetres que el separaven de Tiberíades i va assetjar la ciutadella guardada per la Comtessa Eschiva de Bures, que finalment va ser autoritzada a abandonar la fortalesa amb la seva família, seguidors i pertinences.

## Conseqüències
A mitjans de setembre, Saladí havia pres Sant Joan d'Acre, Nablus, Jaffa (Joppa), Toró, Sidó, Beirut i Ascaló. Tir va salvar-se per la fortuïta arribada de Conrad de Montferrat. Jerusalem va ser defensada per la Reina Sibil·la, el Patriarca Heracli i Balian d'Ibelin, els quals, al seu torn, van negociar la rendició de la ciutat amb Saladí.